# 罗赛
罗赛（法語：Rosay，法語發音：[ʁozɛ]）是法国伊夫林省的一个市镇，属于芒特拉若利区。

## 地理
罗赛（48°55'1"N, 1°40'39"E）面积4.54 平方千米，位于法国法蘭西島大區伊夫林省，该省份为法国北部内陆省份，北起瓦兹河谷省，西接厄尔省，西南接厄尔-卢瓦省，东南接埃松省，东临上塞纳省。
与罗赛接壤的市镇（或旧市镇、城区）包括：阿努维尔莱芒特、班维利耶、塞普特伊、维莱特。

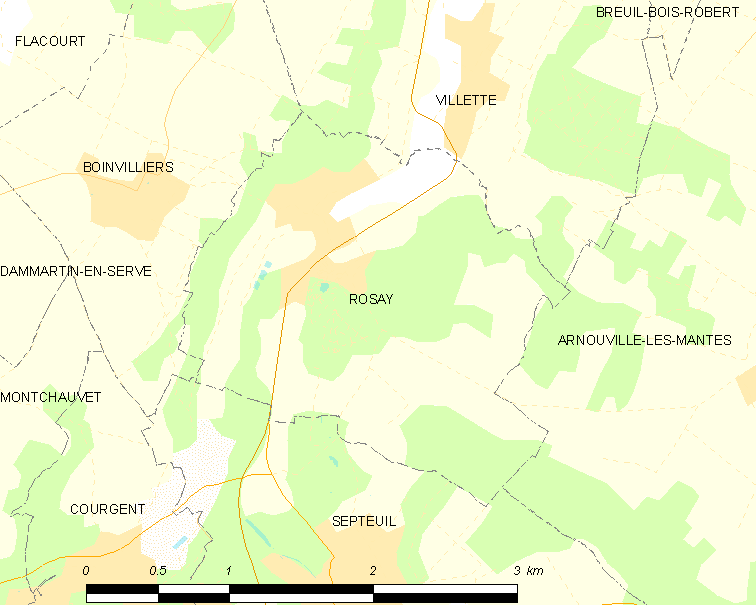
罗赛的OSM定位图

罗赛的时区为UTC+01:00、UTC+02:00（夏令时）。

## 行政
罗赛的邮政编码为78790，INSEE市镇编码为78530。

## 政治
罗赛所属的省级选区为塞纳河畔博尼耶尔县。

## 人口

1962-2008年间罗赛人口变化图示

罗赛于2022年1月1日时的人口数量为386人。